# タイラー・ドーシー
タイラー・クインシー・ドーシー（Tyler Quincy Dorsey; ギリシャ語 Τάιλερ Κουίνσι Ντόρσεϊ, 1996年2月18日 - ）は、ギリシャ及びアメリカ合衆国のプロバスケットボール選手。カリフォルニア州パサデナ出身。ポジションは主にシューティングガード。

## 経歴
オレゴン大学1年時からスターターとして活躍し2016年のNBAドラフトにアーリーエントリーしたが、エントリーを取り下げ大学に残ること表明した。2年時にはNCAAトーナメントで強豪カンザズ大学を破り、同大学をファイナル・フォーに導いた。

### アトランタ・ホークス
再びエントリーした2017年のNBAドラフトでアトランタ・ホークスに41位指名を受け、7月14日に正式に契約を結んだ。

### メンフィス・グリズリーズ
2019年2月7日、シェルビン・マックとのトレードでメンフィス・グリズリーズに放出された。

### マッカビ・テルアビブ
2019年8月17日、イスラエル・プレミアリーグのマッカビ・テルアビブに1年契約 (追加オプション付き) を結んだ。

### オリンピアコス
2021年8月20日、ギリシャ・バスケットリーグのオリンピアコスと1年契約を結んだ。

### ダラス・マーベリックス
2022年7月23日、ダラス・マーベリックスと2way契約を結んだ。12月26日、チームからウェイブされた。

### オリンピアコスに復帰
2024年7月1日、2021-2022シーズンに在籍していたオリンピアコスへの復帰が発表された。契約期間は3年。

## 個人成績

### NBA

#### レギュラーシーズン
| シーズン | チーム | GP  | GS | MPG  | FG%  | 3P%  | FT%  | RPG | APG | SPG | BPG | PPG |
| -------- | ------ | --- | -- | ---- | ---- | ---- | ---- | --- | --- | --- | --- | --- |
| 2017–18  | ATL    | 56  | 5  | 17.4 | .377 | .362 | .714 | 2.3 | 1.4 | .3  | .1  | 7.2 |
| 2018–19  | ATL    | 27  | 0  | 9.3  | .360 | .256 | .615 | 1.6 | 0.6 | .3  | .0  | 3.3 |
| 2018–19  | MEM    | 21  | 11 | 21.3 | .429 | .366 | .629 | 3.3 | 1.9 | .3  | .0  | 9.8 |
| 通算     | 通算   | 104 | 16 | 16.1 | .389 | .366 | .669 | 2.3 | 1.3 | .3  | .1  | 6.7 |

### カレッジ
| シーズン | チーム   | GP | GS | MPG  | FG%  | 3P%  | FT%  | RPG | APG | SPG | BPG | PPG  |
| -------- | -------- | -- | -- | ---- | ---- | ---- | ---- | --- | --- | --- | --- | ---- |
| 2015–16  | オレゴン | 36 | 35 | 30.1 | .441 | .406 | .712 | 4.3 | 2.0 | .8  | .2  | 13.4 |
| 2016–17  | オレゴン | 39 | 39 | 30.0 | .467 | .423 | .755 | 3.5 | 1.7 | .8  | .1  | 14.6 |
| 通算     | 通算     | 75 | 74 | 30.0 | .455 | .416 | .732 | 3.9 | 1.8 | .8  | .1  | 14.1 |

## ギリシャ代表
ギリシャ代表としてユーロバスケット2022に出場している。